# توین لیکس (آیووا)
توین لیکس (به انگلیسی: Twin Lakes) شهری در ایالت آیووا کشور ایالات متحده آمریکا است که جمعیت آن در سرشماری سال ۲۰۱۰ میلادی، ۳۳۴ نفر بوده‌است.